# Alliance française de Rzeszów
L'Alliance française de Rzeszów (Ośrodek Alliance Française przy Politechnice Rzeszowskiej) a été fondée en 1991 au sein de l'École polytechnique de Rzeszów (Politechnika Rzeszowska im. Ignacego Łukasiewicza), à l'initiative de Teofil Mazurkiewicz, président de l'association d'amitié Pologne-France de Rzeszów (TPPF). Elle a cessé ses activités le 31 août 2012, les cours étant transférés au centre de langues étrangères de l'École polytechnique de Rzeszów.

## Activités
L'Alliance française de Rzeszów proposait des cours de langue française pour adultes et enfants à tous les niveaux, de A1 à B2, ainsi qu'un atelier de conversation avec des francophones natifs.
Elle permettait de préparer les tests et examens officiels français de français langue étrangère.
Elle offrait par ailleurs une médiathèque.
L'ensemble des activités et des ressources est désormais géré directement par le centre de langues étrangères de l'École polytechnique de Rzeszów.

## Administration
- directrice : Aneta Sondej
- adresse :
  - Politechnika Rzeszowska im. Ignacego Łukasiewicza
  - Ośrodek Alliance Française
  - ul. Podkarpacka 1, 35-082 Rzeszów,
  - tél./ fax (+48) 17 854 41 52